# Музей древнегреческих, византийских и поствизантийских музыкальных инструментов

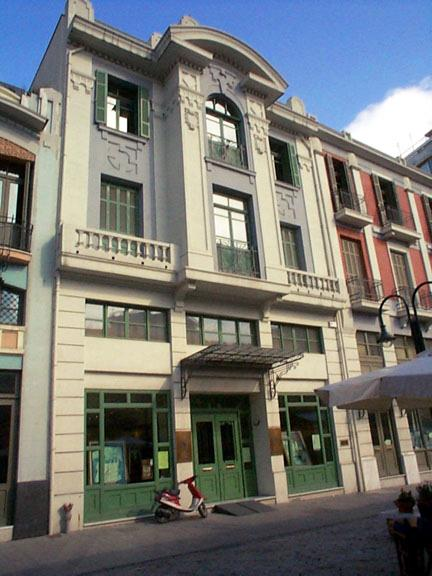
Музей древних и средневековых греческих музыкальных инструментов

Музей древнегреческих, византийских и пост-византийских музыкальных инструментов — музей музыкальных инструментов в историческом районе Лададика города Салоники, Греция. Кроме выставочного зала в состав Музея входят библиотека, электронный архив партитур, отдел музыковедческих исследований.

## Экспозиция
В музее экспонируется более 200 музыкальных инструментов, которые иллюстрируют историю греческой музыки непрерывно в течение 4 000 лет. Среди древнегреческих деревянных инструментов нет оригиналов, вместо них представлены современные реконструкции, сопровождающие археологические находки. Современное воспроизведение музыкальных инструментов выполнено на основе многолетних исследований древнегреческой керамики, скульптуры, более поздних письменных источников. Большинство инструментов в основной экспозиции музея оснащены аудиоматериалами, чтобы посетитель мог не только увидеть, но и услышать звучание инструмента.
Среди наиболее редких экспонатов: семиструнная форминга минойской эпохи и авлос V века до н. е., образцы волынки, распространенной на греческих территориях от греков Черного моря и Фракии, материковой Греции до Эгейских островов.